# Bienstädt
Bienstädt ist eine Gemeinde im thüringischen Landkreis Gotha und Mitglied der Verwaltungsgemeinschaft Nesseaue.

## Geografie
Bienstädt liegt etwa 13 Kilometer (Luftlinie) nordwestlich der thüringischen Landeshauptstadt Erfurt am Südostrand der Fahner Höhe. Höchste Erhebung ist ein Grenzpunkt auf dem Kamm der Fahner Höhe (405,3 m ü. NN), gefolgt vom Bienstädter Berg (385,2 m ü. NN) mit der dort befindlichen Bienstädter Warte. Geologisch zählt das Gebiet zur Erfurt-Formation des Keuper.
Durch die Bienstädter Flur verläuft die Wasserscheide von Weser und Elbe. Am Südostrand der Ortslage befindet sich das Quellgebiet des Weißbach, dieser mündet am nördlichen Stadtrand von Erfurt in die Gera. Der westliche Teil der Flur gehört zum Einzugsgebiet der Nesse und somit zum Stromgebiet der Weser. Die einst zahlreichen natürlichen Oberflächengewässer wurden als Folge der Melioration in Gräben umgeleitet.
In einer Bodensenke in den Feldern östlich der Ortslage befindet sich der 1,6 ha große, abflusslose Haibacher See.
Durch den Ort führt die L 1044, die den Ort nach Süden über Zimmernsupra und Ermstedt mit Gamstädt und der dort vorbeiführenden B 7 und nach Nordwesten mit der L 1027 verbindet, die von Molschleben kommt und über die Fahner Höhe nach Gierstädt leitet.

## Geschichte

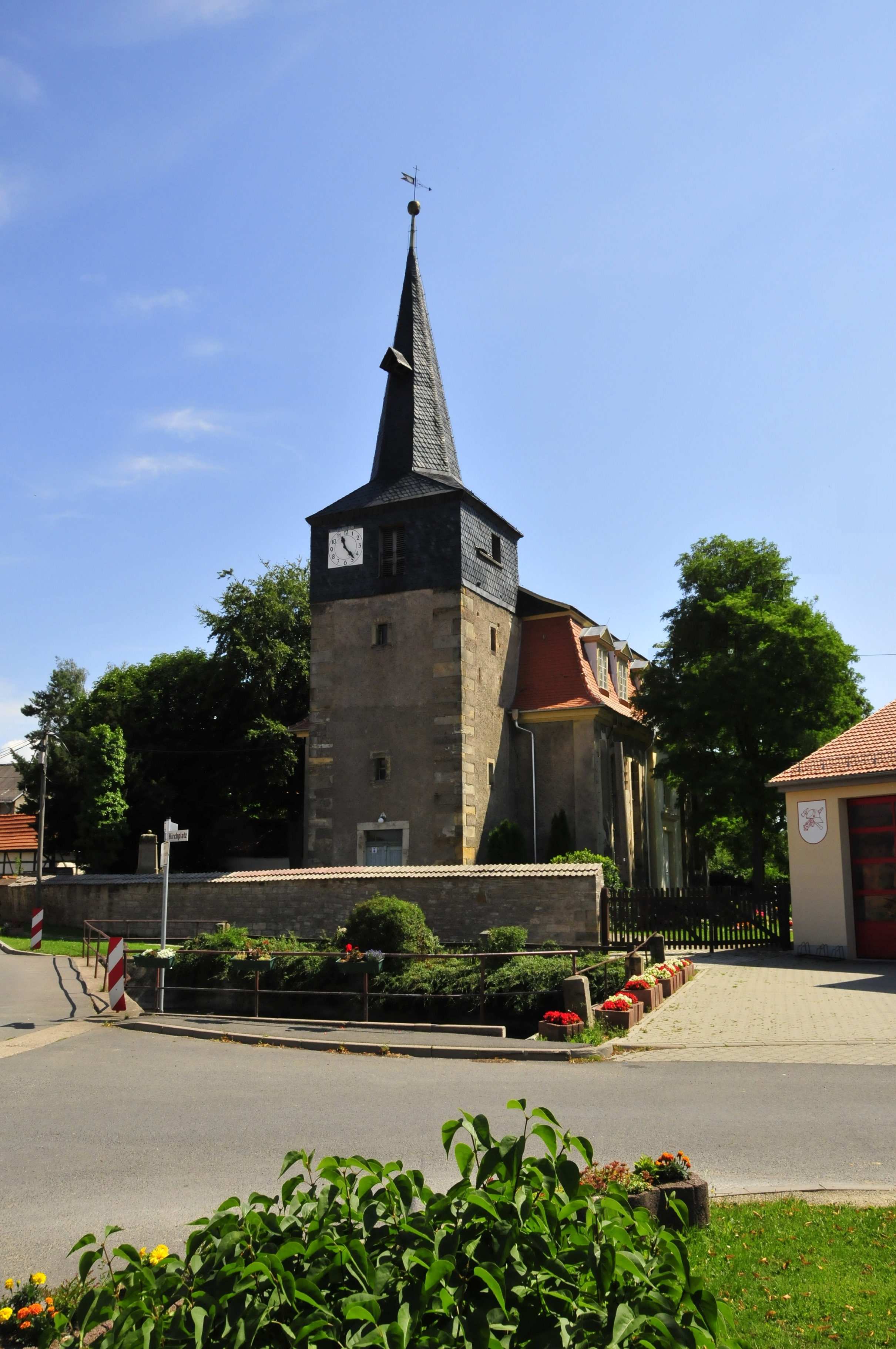
Friedenskirche

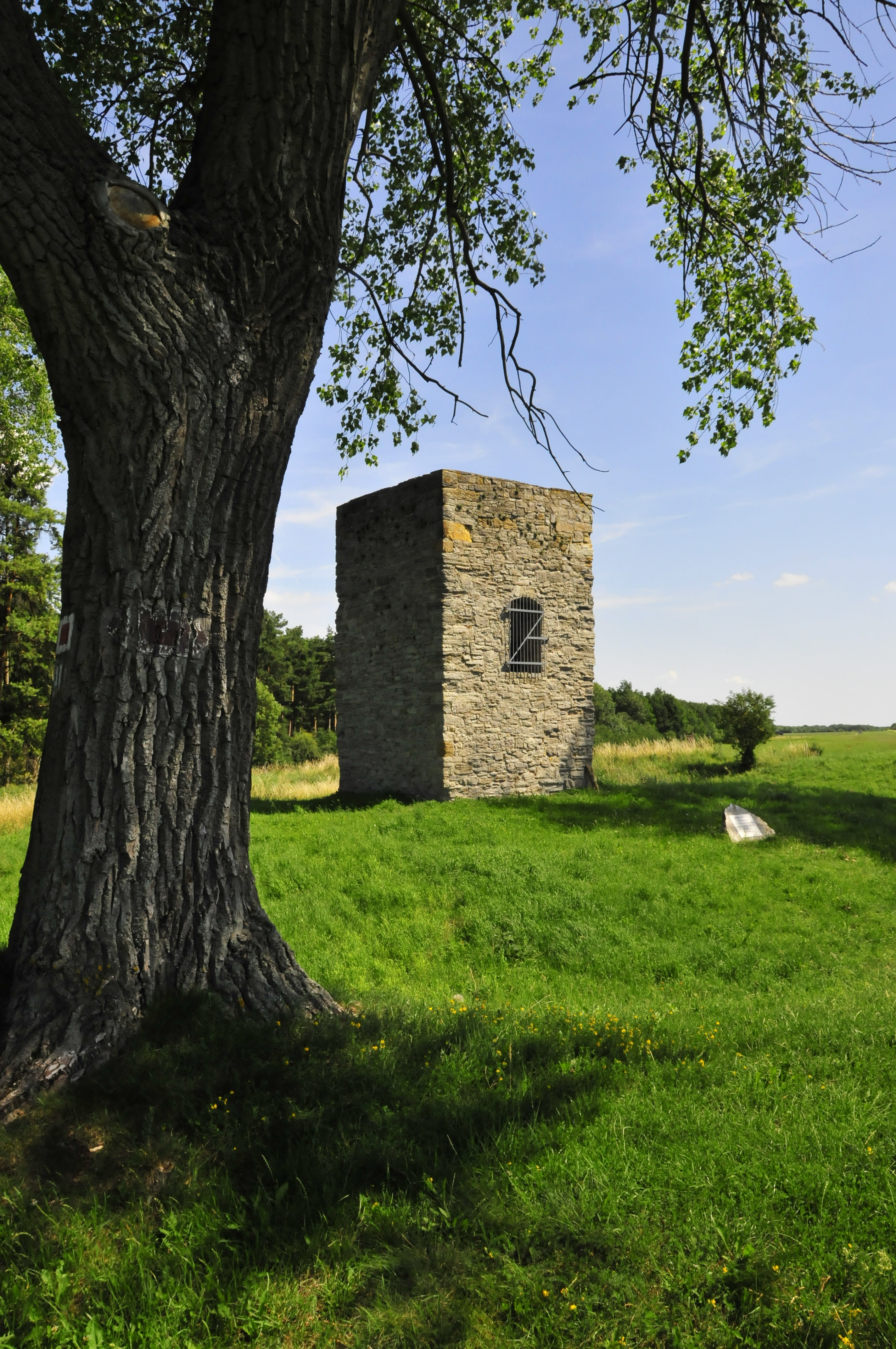
Bienstädter Warte

Nach Dobenecker erfolgte die Ersterwähnung von Bienstädt am 17. März 1252. Die beiden im Herrschaftsgebiet der Grafen von Tonna/Gleichen liegenden Orte Beinstedt und Hofhusen  (heutige Wüstung)  werden auch 1263 erwähnt. Der Flurname am Ortsrand „Unter der Mühle“ bezieht sich auf eine 1731 erbaute ehemalige Windmühle. Bienstädt gehörte zur Oberpflege der Herrschaft Tonna, die ab 1677 als „Amt Tonna“ zum Herzogtum Sachsen-Gotha-Altenburg gehörte. Im Jahre 1733 verwüstete ein Großbrand in Bienstädt über 50 Häuser. Am 5. Mai 1893 brannte fast ein Viertel des Dorfes nieder, gefolgt von einem Feuer am 4. Juni des gleichen Jahres, bei dem 25 Häuser in Schutt und Asche fielen.

## Religion
Im Oktober 2012 wurde das Evangelisch-Lutherische Pfarramt aufgehoben, die Gemeinde gehört nun zur Pfarrstelle Friemar, der auch die Kirchgemeinden Pferdingsleben und Tröchtelborn angehören. Vorher gehörten zur Pfarrei Bienstädt Gierstädt, Großfahner, Kleinfahner und Töttelstädt. Das Pfarrhaus Bienstädt ist mit seinem Gemeinderaum noch immer Treffpunkt für Christenlehre, Seniorenkreis und für die Gottesdienste in der kalten Jahreszeit.

## Politik

### Gemeinderat
Der Gemeinderat besteht aus acht Räten und dem Bürgermeister. Bei der Kommunalwahl am 26. Mai 2019 wurden nur Kandidaten gewählt, die der CDU angehören. Die Wahlbeteiligung lag bei 65,2 %.

### Bürgermeister
Bürgermeisterin ist Birte Kalmring (CDU), sie wurde am 19. Juni 2016 mit 87,3 % (261 Stimmen) der 317 abgegebenen Stimmenzettel, davon 18 ungültig, wiedergewählt. Offiziell gab es keinen Gegenkandidaten, dadurch durften die Wähler aber einen gewünschten Kandidaten auf den Wahlzettel schreiben. Seit 1. April 2020 ist sie Vorsitzende der Verwaltungsgemeinschaft Nesseaue.

## Sehenswürdigkeiten
- Friedenskirche, → Hauptartikel: Friedenskirche Bienstädt
- Die Schwemme: Vermutlich bereits im Mittelalter wurde das Oberflächenwasser und die Dachentwässerung der Kirche in einen kleinen Teich vor der Kirche abgeleitet, der im Volksmund "die Schwemme" genannt wird. Um 1800 wurde das Wasser zum Bierbrauen benutzt, obwohl es durch allerlei Vieh, durch das "Schwemmen" von Pferden und ihren Fuhrwerken und auch durch die negativen Auswirkungen des nahen Friedhofs verschmutzt war und übel roch. Man stellte dann um auf das Wasser aus einem Brunnen nahe dem Pfarrhaus. Bis 1995, als die Buswendeschleife neu gebaut wurde, war die Schwemme noch viel größer und hatte eine flache Einfahrt. Auch heute noch geht die Kirchendachentwässerung in die Schwemme, die außerdem noch von einem Brunnen unter der nahen Linde vor der alten Schule (heute Gemeindesaal) gespeist wird, der heute von einem alten Waidmühlstein abgedeckt ist.[9]
- Die Bienstädter Warte zählte seit dem Spätmittelalter zum äußeren Befestigungssystem der Stadt Erfurt, 1411 war sie eine von 16 städtischen Warten. Die heute als Baudenkmal geschützte Ruine wurde auch nach einer ehemaligen Dorfstelle in ihrer Nachbarschaft Uffhusener Warte genannt. Der Turm hat einen quadratischen Grundriss mit 4,65 m Seitenlänge, die Warte ragte einst 18 Meter über den Erdboden empor, heute beträgt die Resthöhe noch etwa 6 m. Nach einem Brand im Jahre 1733, bei dem über 50 Häuser zerstört wurden, hat man den Bauern das Abfahren von brauchbaren Baumaterial von der zu dieser Zeit schon verfallenen Warte gestattet.[10]
- Das Landhotel (Obertor 1): Die Steine des teilweise abgerissenen Warteturmes wurden nach dem erwähnten großen Brand von 1733 für das Fundament des Hauses, damals noch eine Schenke, verwendet. Zwischen 1811 und 1814, als die neue Friedenskirche gebaut wurde, diente der Saal der Schenke für gottesdienstliche Zwecke. Zwischen 1835 und 1865 wurde die Schenke von sechs Pächtern bewirtschaftet. 1890 verkaufte die Gemeinde die Schenke an den Gastwirt Thiel aus Großengottern. 1907 zog die Kaiserliche Poststelle mit Telefon in die Gaststätte ein. Während der DDR-Zeit wurde die Gaststätte von der Konsumgenossenschaft betrieben. 1991 wurde die damals "Bockwurstkneipe" genannte Gaststätte wieder privatisiert. 1993 wurde der südliche Anbau errichtet.[5]
- An die Wüstung Offhusen im westlichen Teil der Flur erinnert noch die Offhauser Quelle. Die Schichtquelle im Oberen Muschelkalk füllt eine gefasste Mulde von 50 × 20 m. In einem Lehnbrief von 1485 des Siegmund, Graf von Gleichen erscheint Uffhausen noch als lebendes Dorf, in der Visitationsakte der Pfarrei Bienstädt von 1533 bereits als wustung Uffhußen.
- In einem Eschenwäldchen am Bienstädter Berg befindet sich als Naturdenkmal eine etwa 22 m hohe Stieleiche (Quercus robur L.) mit einem Stammumfang von 4,16 m.[11]

## Besonderheiten
Auf dem Bienstädter Berg, unweit der Bienstädter Warte, bestand zur DDR-Zeit der Abhörstützpunkt HA III "Wespe" des MfS. Nach der "Wende" erwarb die Deutsche Telekom das Gelände und vermietete es Ende der 1990er Jahre an junge Leute für ein "Techno-Zentrum". Heute (2015) sind dort alle Gebäude bis auf einen Funkmast der Deutschen Funkturm und einen früheren, jetzt ruinösen Stasi-Plattenbau abgerissen. Es soll dort auf 5,7 Hektar Fläche ein großer "Solarpark Bienstädt" mit über 16.000 Solarmodulen entstehen.